# Palauet Doglioni
El Palauet Doglioni, també conegut com Palauet Cúmano o Cúmane, és un edifici històric de la ciutat de Faro, a la regió de l'Algarve, a Portugal. Ha estat classificat com a Immoble d'Interés Públic.

## Descripció
L'immoble té una planta aproximadament rectangular, formant totalment una illa, amb la façana principal al carrer Lethes. També té façanes a la Travessa de Lethes, la plaça del Terreiro do Bispo i al carrer Baptista Lopes.
L'edifici té dues plantes, i algunes parts tenen un tercer pis.(2) Per exemple, a la façana principal, de forma simètrica, el cos central té tres pisos.(2) Algunes finestres són ixents, amb balconades i reixes de ferro, i les motllures són de l'estil comú del segle xix.(2)

## Història
El palauet es degué construir en la segona meitat del segle xviii, i fou adquirit pel metge italià Lázaro Doglioninos a la primeria del segle xix, per a viure-hi.(1) Fou restaurat al segle xix, i se'n reconstruí el cos central.(3) Al 1920, se'n tornen a fer obres per iniciativa d'un nou propietari, João António Júdice Fialho.(2) El 1964, l'ocupa l'Escola d'Hostaleria i Turisme de Faro, que abandona l'edifici en la dècada de 1990, agreujant-ne així el procés de deterioració que ja es feia sentir abans.
L'edifici fou classificat com a Immoble d'Interés Públic pel decret núm. 5/2002, de 19 de febrer. A mitjan dècada de 2000, se'n feren grans obres de recuperació, per iniciativa de la Comissió de Coordinació i Desenvolupament Regional de l'Algarve.(3) L'edifici, el comprà l'estat i l'ocupà la divisió d'Ordenament del Territori de la Comissió de Coordinació i Desenvolupament Regional de l'Algarve.(5) Part de l'edifici també s'aprofità per a una galeria d'art, que s'inaugurà el 15 de desembre del 2008, amb l'exposició fotogràfica Andalusíadas, d'António Perez, sobre les regions d'Andalusia, Algarve i Alentejo.(5)

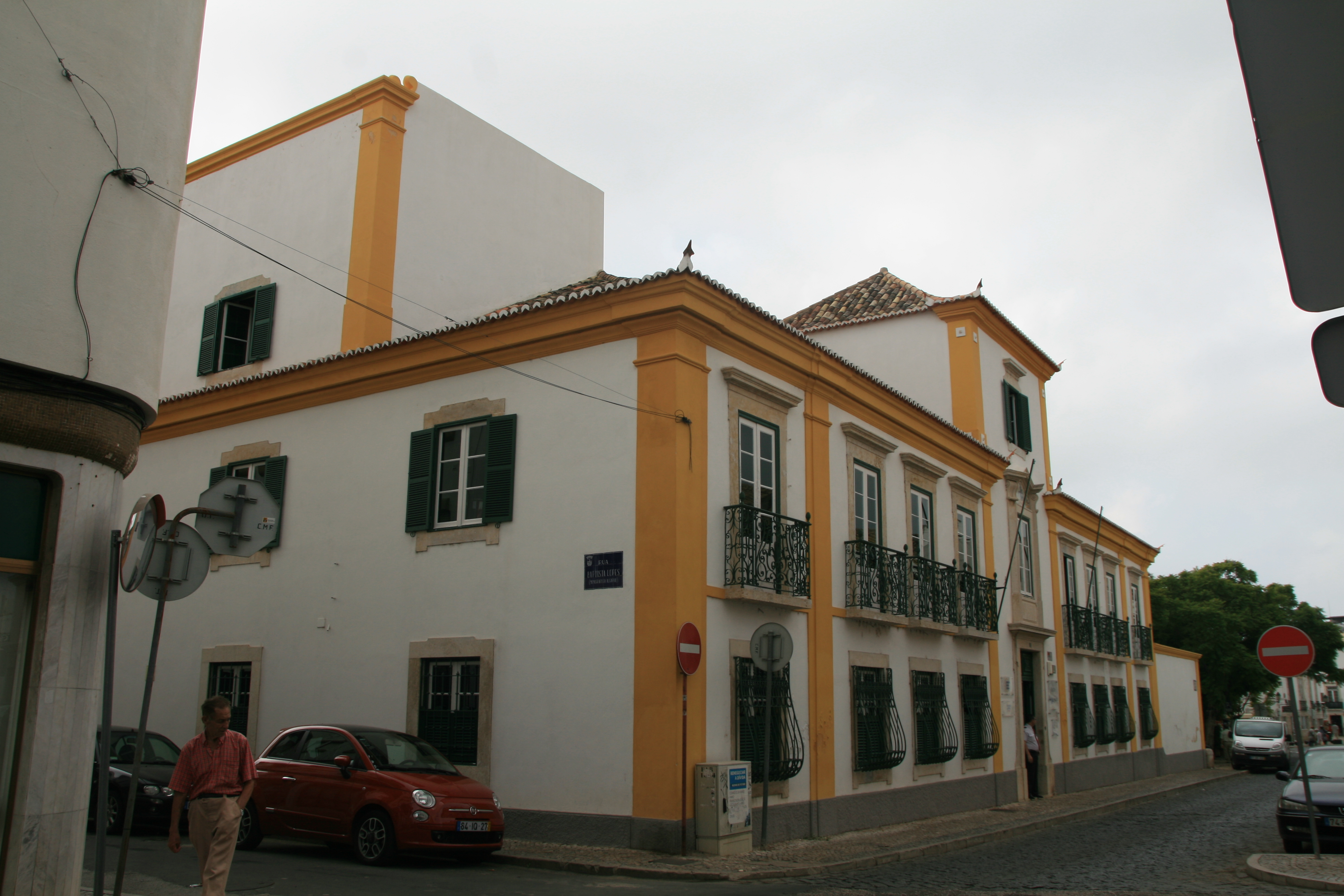
Costat nord del palauet, a la cruïlla entre els carrers Lethes i Baptista Lopes, el 2011